# Konvergent udvikling
Konvergent udvikling er en sammenlignelig udvikling hos arter, der ikke er beslægtede. Som svar på ensartede, afgørende miljøfaktorer får arterne udseende eller indre funktioner, der ligner hinanden. Med andre ord konvergerer ubeslægtede organismers fænotype, uden deres genotype nødvendigvis gør det samme. Når organismer har ensartede træk på grund af konvergent udvikling (og ikke som resultat af fælles nedarvning) kaldes det analogi i stedet for homologi

## Eksempler på konvergent udvikling
- Saltkirtler hos struds, leguan og Sporobulus-slægten (Chenopodiaceae)
- Strømlinjeform hos tun, delfin og pingvin
- Torne hos kaktus, tjørn og mange andre planter.
- Samfundsdannelse hos myrer og termitter
- Isolerende inderlag hos snehare og gås
- Vinger hos flagermus, insekter og fugle.
- Svævehud hos pungflyveegern og flyveegern.
- Lighed imellem ulv og pungulv.
- Tab af lemmer hos slanger og hos ormepadder.
- Mælk hos pattedyr og kråsemælk hos duer.
- Øjnene hos blæksprutter og fisk.
- Pigge hos pindsvin, søpindsvin og myrepindsvin.